# 미나 크라우허

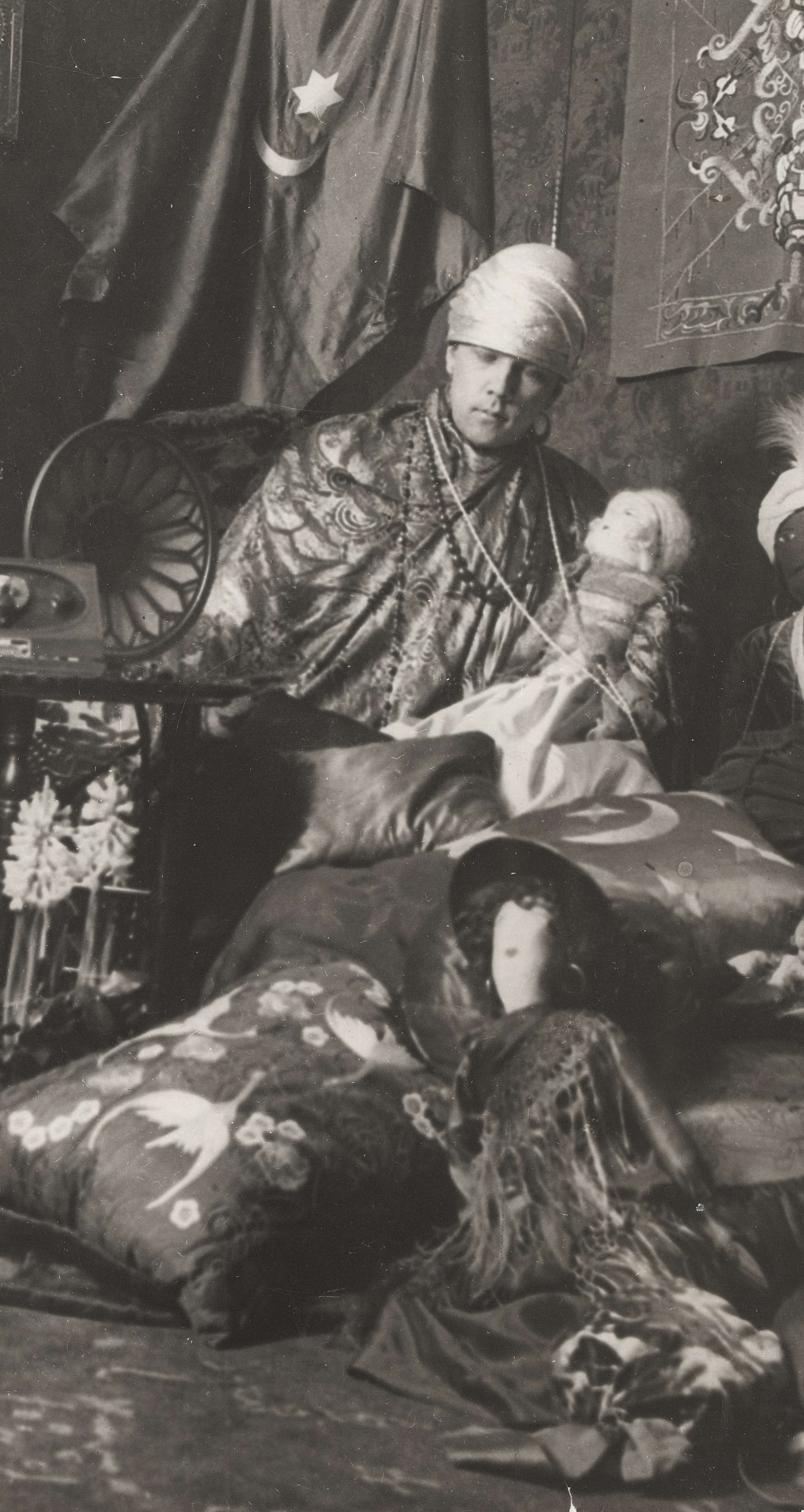
1920년대 말 자기 살롱의 미나 크라우허.

미나 크라우허(독일어: Minna Craucher, 1891년 8월 23일 ~ 1932년 3월 8일)는 핀란드의 사교계 명사로 본명은 마리아 빌헬미나 린델(핀란드어: Maria Vilhelmiina Lindell)이다. 그녀의 집은 다양한 작가, 예술가들이 거쳐가는 살롱으로 유명했지만 그녀 자신의 정체는 모두 거짓으로 날조한 것이었다. 극우정당 라푸아 운동과 접촉했다가 그들과 소원해졌고 얼마 뒤 피살당했다.

## 마리아 린델의 초기생
1891년 피르칼라에서 불우한 환경에서 태어났다. 모친 올가 알론(Olga Aallon)의 직업은 하녀였고, 딸을 낳았을 때 나이는 불과 16세였다. 원래 성은 알토(Aalto)였는데 계부 비호 오스카리 린델(Vilho Oskari Lindell)의 성을 따라 마리아 린델이 되었다. 마리아의 모친 올가는 1906년 8월 29일 죽었고 이때 마리아의 나이는 15세였다. 얼마 동안 친척들에게 얹혀 살다가 독립하여 탐페레로 갔다.
탐페레로 이사간 뒤 마리아 린델은 가족들과 연락을 끊었고 직업과 거처를 여러 번 바꾸며 살았다. 그러면서 점점 경찰에 잡혀가는 일이 많아졌는데, 결국 벌금을 내지 못해 처음으로 감옥에 갔다. 1908년 첫 아이를 낳았지만 2주만에 죽었고 둘째아이는 탐페레에 버렸다.
1913년 헬싱키로 처음 상경했다. 당시 헬싱키에서는 하녀 출신 노동운동가 미나 실란패가 이끄는 "여성고용인협회(Palvelijataryhdistyksen)"가 "여성고용인의 집(Palvelijatarkoti)"을 만들어 운영했다. 이 쉼터를 운영한 목적은 하녀 일을 구하는 여성들이 취직할 때까지 묵을 곳을 제공하는 한편, 그들이 매춘으로 넘어가지 않도록 보호하는 것이었다. 헬싱키에 상경한 직후 마리아 린델은 이 쉼터에서 한동안 지냈다.
그 뒤 마리아 린델은 여러 차례 절도를 저질러 1914년 10월 24일 두 번째로 감옥에 수감되고 복역 중에 셋째아이를 낳았다. 출감된 뒤 린델은 후오팔라흐티의 여성보호소를 소개받아 거기서 한동안 지냈다. 이후 얼마동안 감옥을 들락이다 출감하면 도둑질, 매춘, 잡일을 전전하거나 후원을 받으며 생계를 유지함이 반복되었다.
절도죄로 1920년-1923년 3년 복역한 것이 마지막 감옥살이였는데, 이 감옥살이 이후 마리아 린델은 마담 미나 크라우허로 변신한다.

## 미나 크라우허의 탄생
미나 크라우허는 어느날 갑자기 만들어진 게 아니라, 끔찍한 과거를 잊어버리고 또한 사람들에게 강렬한 인상을 남기고 싶었던 마리아 린델의 생생한 상상이 부분적으로 기여해 나타나게 된 새 정체성이라고 할 수 있다.
크라우허라는 이름은 1914년 처음 발견되는데, 린델은 법정에서 자기 아버지 이름이 "발데마르 크라우허(Valdemar Craucher)"라고 진술한다. 같은 해 마리아 린델은 이름을 미나 크라우허로 바꾼다. 그 전 해에는 체포되었을 때 아버지 이름을 카흐거(Cahger)라고 진술한 사례가 있음으로 보아 이 가짜 이름도 다소의 변천을 거쳤을 것이다. 1919년이 되면 가상의 아버지는 공학자라는 직업을 가지게 되고 이름은 "발데마르 테오도어 크라우허(Valdemar Theodor Craucher)"로 굳어진다.

## 사교계 활동
1925년 봄, 헬싱키 리츠 호텔의 사교회에 마담 크라우허가 처음 나타났다. 자기 주장에 따르면 그녀는 독일 귀족 혈통이며, 백만장자이고 너그러운 미술 후원자였다. 조상 중 핀란드계가 있기에 핀란드어를 잘 할 수 있다고 했다.
크라우허는 1925년 자기보다 12세 어린 올라비 파볼라이센과 동거했고 몇 년 동안 안주인 노릇을 했다.
미나 크라우허는 언론인 엔시오 스반베르긴(Ensio Svanbergin)과 잡지를 만들어 1929년까지 발행했다. 케르스티 베르그로트, 펜티 한패, 마르티 메렌마, 엘리나 바라, 배이뇌 누오르테바, 미카 발타리 등이 이 잡지에 글을 실었다. 잡지 편집자는 미카 발타리, 위리외 라우안헤이모, 라우리 빌랴넨이었다. 미나 크라우허는 잡지의 발행인 겸 판매인 행세를 했는데, 잡지 자체는 그렇게 인기가 좋지 않았다.
마담 크라우허가 운영한 살롱에는 청년작가집단 툴렌칸타야트를 비롯해 당대의 젊은 작가들이 여럿 드나들었다. 후한 대접과 매력적인 안주인 덕에 살롱은 인기가 많았다. 크라우허의 살롱에 드나는 작가로는 요엘 레흐토넨, 마르티 메렌마, 미카 발타리 등이 있다.

## 라푸아 운동
1929년 잡지가 폐간하면서 크라우허는 예술가, 작가들로부터 장교, 우익 정치인들에게로 관심을 돌린다. Selene 에 따르면, 젊은 장교들은 젊은 작가들만큼이나 그녀의 허영을 채우기에 알맞은 대상이었을 것이다.
크라우허는 극우정당 라푸아 운동과 접촉하게 되었다. 그녀는 우선 라푸아 운동의 잡지 광고 담당자를 만나 만네르헤임 남작 등 여러 명사들의 날조된 추천서를 보였다.
이후 크라우허는 비흐토리 코솔라 등 간부급과 친밀해졌고, 그 영향을 받게 되자 "라푸아 대위(Lapuan kapteeni)"라느니 "라푸아 운동 대위(lapuanliikkeen kapteeni)" 라느니 하는 별명들을 사용했다.

## 피살
경찰이 그녀의 날조된 인생사를 라푸아 운동 측에 밝히게 되면서 크라우허는 라푸아 운동과 소원해졌고 공산주의 첩자로 의심받게 되었다. 또한 라푸아 운동당 간사장 마르티 발레니욱센과의 불화도 이런 불운한 상황에 기여했다.
크라우허는 실제로 의심받을 만한 행동을 하기는 했지만 접촉 대상은 공산당이 아니고 사회민주당이었다. 그녀는 라푸아 운동에 관한 정보를 사회민주당 당보의 칼레 레흐묵센에게 흘리기도 했다.
1932년 3월 8일 크라우허는 자기 아파트 계단통에서 올라비 루놀리날레의 총에 머리를 맞고 사망한다. 경찰은 마르티 발레니욱센도 용의자로 조사했다. 크라우허 피살 사건이 맨챌래 반란의 후폭풍이었다는 시각도 있다.

## 참고 자료
- Harju, Jari & Savia, Satu (toim.): ”Puhelintyttö numerossa 43021”, Rikospaikka: Helsinki, s. 73. Helsinki: Helsingin kaupunginmuseo, 2007. ISBN 978-952-473-838-5. ((핀란드어))
- Seppälä, Sauli: ”Poliittinen kuolema kieltolain aikaan: kolme ihmiskohtaloa Helsingistä”, Rikospaikka: Helsinki, s. 67–76. Toimittaneet Jari Harju & Satu Savia. Helsinki: Helsingin kaupunginmuseo, 2007. ISBN 978-952-473-838-5. ((핀란드어))
- Selén, Kari: Madame: Minna Craucherin levoton elämä. Täydennetty laitos (1. laitos: WSOY, 1991). Helsinki: Helsinki-kirjat, 2010. ISBN 978-952-5874-20-4.
- Blomstedt, Yrjö et al. (toim.): Suomen historia 7: Kansankulttuurin murros, nuoren tasavallan taide ja tiede, tasavalta hakee suuntaa, Suomi toisessa maailmansodassa;;. Weilin + Göös, 1987. ISBN 951-35-2496-5.
- Kauan sitten tässä asunnossa: Katja leikkii murhapaikalla. Helsingin Sanomat 13.11.1994.